# 30 Hudson Yards
30 Hudson Yards (znany także jako Manhattan Tower) – wieżowiec położony w Midtown Manhattan w Nowym Jorku w Stanach Zjednoczonych. Budowę budynku rozpoczęto w październiku 2014, a ukończono 15 marca 2019. Jest szóstym najwyższym budynkiem w Nowym Jorku, ósmym w Stanach Zjednoczonych, a 47. najwyższym na świecie. Na 100. piętrze (340 metrów) dostępny jest najwyżej położony na półkuli zachodniej taras widokowy, który otwarto 11 marca 2020.

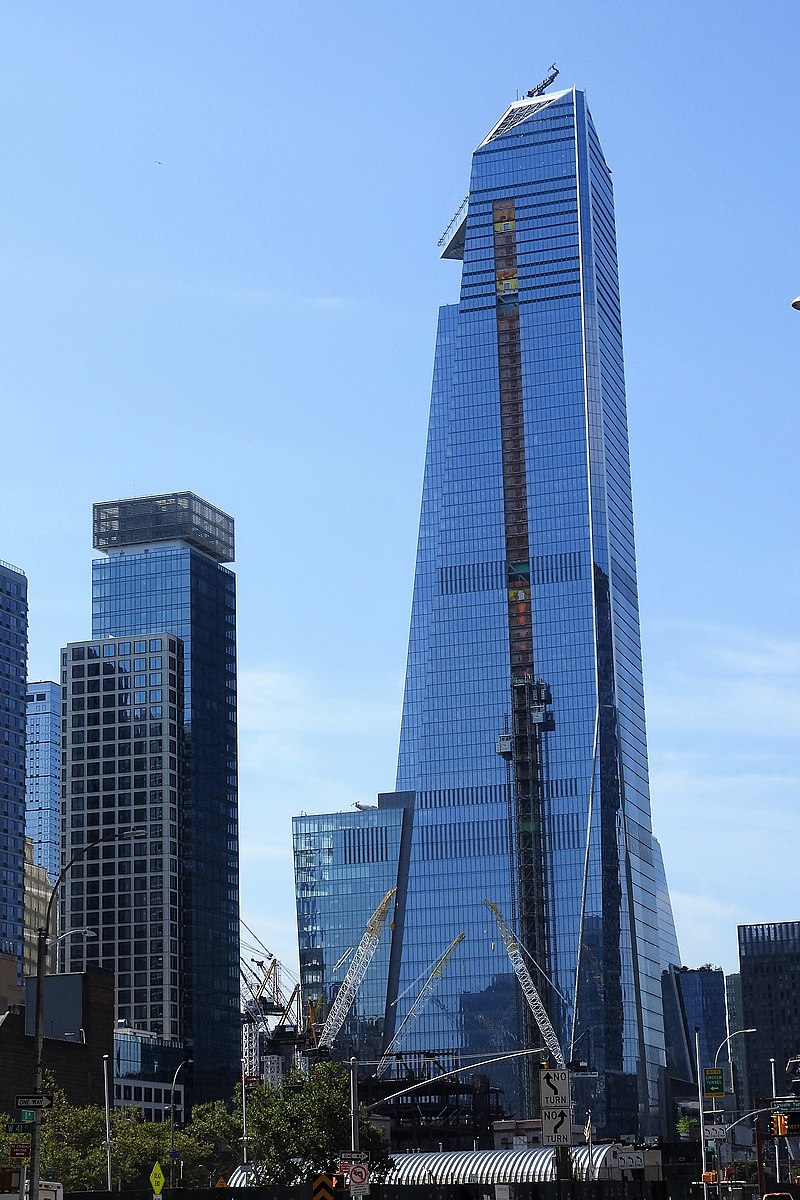
Wieżowiec podczas ostatnich prac w 2019

Wieżowiec był siedzibą WarnerMedia. W wyniku fuzji tej korporacji z Discovery w kwietniu 2022 budynek stał się siedzibą Warner Bros. Discovery.